# Albi di Martin Mystère
Elenco degli albi di Martin Mystère, serie a fumetti edita dalla Sergio Bonelli Editore, ordinati per data di pubblicazione. Il formato degli albi è rimasto costante mentre il numero delle pagine è passato da 100 a 164 a partire dal n. 279 e variando la periodicità da mensile a bimestrale nel maggio 2005, nel maggio del 2021 è ritornato alla periodicità mensile con albi da 96 pagine. Gli autori separati con la barra "/" hanno lavorato su diverse storie sebbene esse compaiano, parzialmente o interamente, nello stesso albo. Le copertine sono sempre state realizzate da Giancarlo Alessandrini.
| Indice 1982 · 1983 · 1984 · 1985 · 1986 · 1987 · 1988 · 1989 1990 · 1991 · 1992 · 1993 · 1994 · 1995 · 1996 · 1997 · 1998 · 1999 2000 · 2001 · 2002 · 2003 · 2004 · 2005 · 2006 · 2007 · 2008 · 2009 2010 · 2011 · 2012 · 2013 · 2014 · 2015 · 2016 · 2017 · 2018 · 2019 2020 · 2021 · 2022 · 2023 · 2024 · 2025 |

## 1982
| Nr. | Titolo                       | Data di pubblicazione | Soggetto         | Sceneggiatura    | Disegni                                     |
| --- | ---------------------------- | --------------------- | ---------------- | ---------------- | ------------------------------------------- |
| 1   | Gli Uomini in Nero           | aprile 1982           | Alfredo Castelli | Alfredo Castelli | Giancarlo Alessandrini                      |
| 2   | La vendetta di Râ            | maggio 1982           | Alfredo Castelli | Alfredo Castelli | Giancarlo Alessandrini                      |
| 3   | Operazione Arca              | giugno 1982           | Alfredo Castelli | Alfredo Castelli | Giancarlo Alessandrini / Angelo Maria Ricci |
| 4   | La stirpe maledetta          | luglio 1982           | Alfredo Castelli | Alfredo Castelli | Franco Bignotti / Angelo Maria Ricci        |
| 5   | La casa ai confini del mondo | agosto 1982           | Alfredo Castelli | Alfredo Castelli | Angelo Maria Ricci                          |
| 6   | Delitto nella preistoria     | settembre 1982        | Alfredo Castelli | Alfredo Castelli | Gaspare e Gaetano Cassaro                   |
| 7   | L'uomo che scoprì l'Europa   | ottobre 1982          | Alfredo Castelli | Alfredo Castelli | Gaspare e Gaetano Cassaro / Franco Bignotti |
| 8   | La fonte della giovinezza    | novembre 1982         | Alfredo Castelli | Alfredo Castelli | Franco Bignotti                             |
| 9   | Il Triangolo delle Bermude   | dicembre 1982         | Alfredo Castelli | Alfredo Castelli | Franco Bignotti / Angelo Maria Ricci        |

## 1983
| Nr. | Titolo                       | Data di pubblicazione | Soggetto         | Sceneggiatura    | Disegni                                        |
| --- | ---------------------------- | --------------------- | ---------------- | ---------------- | ---------------------------------------------- |
| 10  | Il segreto del "Lusitania"   | gennaio 1983          | Alfredo Castelli | Alfredo Castelli | Angelo Maria Ricci                             |
| 11  | Il teschio del destino       | febbraio 1983         | Alfredo Castelli | Alfredo Castelli | Claudio Villa                                  |
| 12  | All'ombra di Teotihuacán     | marzo 1983            | Alfredo Castelli | Alfredo Castelli | Claudio Villa                                  |
| 13  | Un vampiro a New York        | aprile 1983           | Alfredo Castelli | Alfredo Castelli | Franco Bignotti                                |
| 14  | La maledizione               | maggio 1983           | Alfredo Castelli | Alfredo Castelli | Franco Bignotti                                |
| 15  | La spada di re Artù          | giugno 1983           | Alfredo Castelli | Alfredo Castelli | Giancarlo Alessandrini                         |
| 16  | Il mistero di Stonehenge     | luglio 1983           | Alfredo Castelli | Alfredo Castelli | Giancarlo Alessandrini                         |
| 17  | La città delle Ombre Diafane | agosto 1983           | Alfredo Castelli | Alfredo Castelli | Gaspare e Gaetano Cassaro                      |
| 18  | Le creature dell'abisso      | settembre 1983        | Alfredo Castelli | Alfredo Castelli | Gaspare e Gaetano Cassaro                      |
| 19  | Orrore nello spazio          | ottobre 1983          | Alfredo Castelli | Alfredo Castelli | Gaspare e Gaetano Cassaro / Angelo Maria Ricci |
| 20  | La Torre di Babele           | novembre 1983         | Alfredo Castelli | Alfredo Castelli | Angelo Maria Ricci                             |
| 21  | Il libro degli arcani        | dicembre 1983         | Alfredo Castelli | Alfredo Castelli | Angelo Maria Ricci / Claudio Villa             |

## 1984
| Nr. | Titolo                | Data di pubblicazione | Soggetto                                  | Sceneggiatura                             | Disegni                                            |
| --- | --------------------- | --------------------- | ----------------------------------------- | ----------------------------------------- | -------------------------------------------------- |
| 22  | Tunguska!             | gennaio 1984          | Alfredo Castelli                          | Alfredo Castelli                          | Claudio Villa / Giampiero Casertano                |
| 23  | Morte nella taiga     | febbraio 1984         | Alfredo Castelli                          | Alfredo Castelli                          | Giampiero Casertano                                |
| 24  | Viaggio nel futuro    | marzo 1984            | Alfredo Castelli                          | Alfredo Castelli                          | Giampiero Casertano / Gaspare e Gaetano Cassaro    |
| 25  | Ritorno dall'aldilà   | aprile 1984           | Alfredo Castelli                          | Alfredo Castelli                          | Gaspare e Gaetano Cassaro                          |
| 26  | Il mostro d'acciaio   | maggio 1984           | Alfredo Castelli                          | Alfredo Castelli                          | Gaspare e Gaetano Cassaro / Giancarlo Alessandrini |
| 27  | Incontri ravvicinati  | giugno 1984           | Alfredo Castelli                          | Alfredo Castelli                          | Giancarlo Alessandrini / Gaspare e Gaetano Cassaro |
| 28  | La sfera di cristallo | luglio 1984           | Alfredo Castelli                          | Alfredo Castelli                          | Gaspare e Gaetano Cassaro / Angelo Maria Ricci     |
| 29  | Il terzo occhio       | agosto 1984           | Alfredo Castelli                          | Alfredo Castelli                          | Angelo Maria Ricci                                 |
| 30  | La camera del tempo   | settembre 1984        | Alfredo Castelli                          | Alfredo Castelli                          | Angelo Maria Ricci / Claudio Villa                 |
| 31  | L'orrenda invasione   | ottobre 1984          | Alfredo Castelli / Pierfrancesco Prosperi | Alfredo Castelli / Pierfrancesco Prosperi | Claudio Villa / Franco Bignotti                    |
| 32  | L'uomo dei boschi     | novembre 1984         | Pierfrancesco Prosperi                    | Pierfrancesco Prosperi                    | Franco Bignotti                                    |
| 33  | Il libro di Toth      | dicembre 1984         | Alfredo Castelli                          | Alfredo Castelli                          | Angelo Maria Ricci                                 |

## 1985
| Nr. | Titolo                           | Data di pubblicazione | Soggetto                                                               | Sceneggiatura    | Disegni                                                                 |
| --- | -------------------------------- | --------------------- | ---------------------------------------------------------------------- | ---------------- | ----------------------------------------------------------------------- |
| 34  | Il mistero del nuraghe           | gennaio 1985          | Alfredo Castelli                                                       | Alfredo Castelli | Gaspare e Gaetano Cassaro                                               |
| 35  | Moha-Moha                        | febbraio 1985         | Alfredo Castelli                                                       | Alfredo Castelli | Gaspare e Gaetano Cassaro / Giancarlo Alessandrini                      |
| 36  | Il ritorno dei Kundingas         | marzo 1985            | Alfredo Castelli                                                       | Alfredo Castelli | Giancarlo Alessandrini, Gaspare e Gaetano Cassaro / Giampiero Casertano |
| 37  | La mente che uccide              | aprile 1985           | Alfredo Castelli                                                       | Alfredo Castelli | Giampiero Casertano                                                     |
| 38  | Scanners                         | maggio 1985           | Alfredo Castelli / Alfredo Castelli (da un'idea di Sauro Pennacchioli) | Alfredo Castelli | Giampiero Casertano / Claudio Villa                                     |
| 39  | Il flauto di Pan                 | giugno 1985           | Alfredo Castelli (da un'idea di Sauro Pennacchioli)                    | Alfredo Castelli | Claudio Villa                                                           |
| 40  | La reincarnazione di Annabel Lee | luglio 1985           | Alfredo Castelli (da un'idea di Sauro Pennacchioli) / Alfredo Castelli | Alfredo Castelli | Claudio Villa / Franco Bignotti                                         |
| 41  | Il potere dell'idolo             | agosto 1985           | Alfredo Castelli                                                       | Alfredo Castelli | Franco Bignotti                                                         |
| 42  | Rapa Nui!                        | settembre 1985        | Alfredo Castelli                                                       | Alfredo Castelli | Franco Bignotti / Angelo Maria Ricci                                    |
| 43  | La guerra senza tempo            | ottobre 1985          | Alfredo Castelli                                                       | Alfredo Castelli | Angelo Maria Ricci / Enrico Bagnoli (Henry)                             |
| 44  | Il principe delle tenebre        | novembre 1985         | Alfredo Castelli                                                       | Alfredo Castelli | Enrico Bagnoli (Henry) / Gaspare e Gaetano Cassaro                      |
| 45  | Il segreto del monastero         | dicembre 1985         | Alfredo Castelli                                                       | Alfredo Castelli | Gaspare e Gaetano Cassaro                                               |

## 1986
| Nr. | Titolo                      | Data di pubblicazione | Soggetto                                                               | Sceneggiatura                             | Disegni                                          |
| --- | --------------------------- | --------------------- | ---------------------------------------------------------------------- | ----------------------------------------- | ------------------------------------------------ |
| 46  | Il signore delle tempeste   | gennaio 1986          | Alfredo Castelli                                                       | Alfredo Castelli                          | Gaspare e Gaetano Cassaro / Giovanni Freghieri   |
| 47  | Tempo zero                  | febbraio 1986         | Alfredo Castelli                                                       | Alfredo Castelli                          | Giovanni Freghieri                               |
| 48  | Gli assassini del Kung-Fu   | marzo 1986            | Alfredo Castelli                                                       | Alfredo Castelli                          | Giovanni Freghieri / Franco Bignotti             |
| 49  | Sangue a Chinatown          | aprile 1986           | Alfredo Castelli                                                       | Alfredo Castelli                          | Franco Bignotti                                  |
| 50  | La falce del Druido         | maggio 1986           | Alfredo Castelli / Alfredo Castelli (da un'idea di Sauro Pennacchioli) | Alfredo Castelli                          | Franco Bignotti / Giampiero Casertano            |
| 51  | La notte dell'Uomo Lupo     | giugno 1986           | Alfredo Castelli (da un'idea di Sauro Pennacchioli) / Tiziano Sclavi   | Alfredo Castelli / Tiziano Sclavi         | Giampiero Casertano / Angelo Maria Ricci         |
| 52  | La follia di Martin Mystère | luglio 1986           | Tiziano Sclavi / Alfredo Castelli                                      | Tiziano Sclavi / Alfredo Castelli         | Angelo Maria Ricci / Enrico Bagnoli (Henry)      |
| 53  | Frankenstein 1986           | agosto 1986           | Alfredo Castelli                                                       | Alfredo Castelli                          | Enrico Bagnoli (Henry)                           |
| 54  | Ritorno a Lilliput          | settembre 1986        | Alfredo Castelli / Pierfrancesco Prosperi                              | Alfredo Castelli / Pierfrancesco Prosperi | Enrico Bagnoli (Henry) / Alessandro Chiarolla    |
| 55  | Il tesoro delle sette città | ottobre 1986          | Pierfrancesco Prosperi / Alfredo Castelli                              | Pierfrancesco Prosperi / Alfredo Castelli | Alessandro Chiarolla / Gaspare e Gaetano Cassaro |
| 56  | Magia africana              | novembre 1986         | Alfredo Castelli                                                       | Alfredo Castelli                          | Gaspare e Gaetano Cassaro / Sergio Tuis          |
| 57  | Il risveglio del dinosauro  | dicembre 1986         | Alfredo Castelli                                                       | Alfredo Castelli                          | Sergio Tuis                                      |

## 1987
| Nr. | Titolo                           | Data di pubblicazione | Soggetto                                  | Sceneggiatura                             | Disegni                                             |
| --- | -------------------------------- | --------------------- | ----------------------------------------- | ----------------------------------------- | --------------------------------------------------- |
| 58  | La valle perduta                 | gennaio 1987          | Alfredo Castelli / Pierfrancesco Prosperi | Alfredo Castelli / Pierfrancesco Prosperi | Sergio Tuis / Alessandro Chiarolla                  |
| 59  | Le piste di Nazca                | febbraio 1987         | Pierfrancesco Prosperi                    | Pierfrancesco Prosperi                    | Alessandro Chiarolla                                |
| 60  | Nella terra dei Dogon            | marzo 1987            | Pierfrancesco Prosperi                    | Pierfrancesco Prosperi                    | Alessandro Chiarolla / Gaspare e Gaetano Cassaro    |
| 61  | Il genio del male                | aprile 1987           | Pierfrancesco Prosperi / Alfredo Castelli | Pierfrancesco Prosperi / Alfredo Castelli | Gaspare e Gaetano Cassaro / Enrico Bagnoli (Henry)  |
| 62  | Quarta dimensione                | maggio 1987           | Alfredo Castelli                          | Alfredo Castelli                          | Enrico Bagnoli (Henry) / Giovanni Freghieri         |
| 63  | Operazione Dorian Gray           | giugno 1987           | Alfredo Castelli                          | Alfredo Castelli                          | Giovanni Freghieri                                  |
| 64  | Fantasmi a Manhattan             | luglio 1987           | Alfredo Castelli                          | Alfredo Castelli                          | Giovanni Freghieri / Giancarlo Alessandrini         |
| 65  | Space Invaders                   | agosto 1987           | Alfredo Castelli                          | Alfredo Castelli                          | Giancarlo Alessandrini                              |
| 66  | Il presagio                      | settembre 1987        | Alfredo Castelli                          | Alfredo Castelli                          | César Álvarez Cañete (César)                        |
| 67  | Agarthi                          | ottobre 1987          | Alfredo Castelli / Pierfrancesco Prosperi | Alfredo Castelli / Pierfrancesco Prosperi | César Álvarez Cañete (César) / Alessandro Chiarolla |
| 68  | I Signori della Guerra           | novembre 1987         | Pierfrancesco Prosperi                    | Pierfrancesco Prosperi                    | Alessandro Chiarolla                                |
| 69  | La vera storia del Capitano Nemo | dicembre 1987         | Pierfrancesco Prosperi / Alfredo Castelli | Pierfrancesco Prosperi / Alfredo Castelli | Alessandro Chiarolla / Angelo Maria Ricci           |

## 1988
| Nr. | Titolo                              | Data di pubblicazione | Soggetto                                                     | Sceneggiatura                                                | Disegni                                      |
| --- | ----------------------------------- | --------------------- | ------------------------------------------------------------ | ------------------------------------------------------------ | -------------------------------------------- |
| 70  | Minaccia dagli abissi               | gennaio 1988          | Alfredo Castelli                                             | Alfredo Castelli                                             | Angelo Maria Ricci                           |
| 71  | Morte al varietà                    | febbraio 1988         | Alfredo Castelli                                             | Alfredo Castelli                                             | Angelo Maria Ricci / Enrico Bagnoli (Henry)  |
| 72  | L'uomo che inventava le barzellette | marzo 1988            | Alfredo Castelli                                             | Alfredo Castelli                                             | Enrico Bagnoli (Henry)                       |
| 73  | Intrigo a Pechino                   | aprile 1988           | Alfredo Castelli                                             | Alfredo Castelli                                             | Salvatore Deidda                             |
| 74  | L'esercito di terracotta            | maggio 1988           | Alfredo Castelli / Pierfrancesco Prosperi                    | Alfredo Castelli / Pierfrancesco Prosperi                    | Salvatore Deidda / Gaspare e Gaetano Cassaro |
| 75  | La cosa da un altro mondo           | giugno 1988           | Pierfrancesco Prosperi                                       | Pierfrancesco Prosperi                                       | Gaspare e Gaetano Cassaro                    |
| 76  | Il Piccolo Popolo                   | luglio 1988           | Michele Medda, Antonio Serra, Bepi Vigna                     | Alfredo Castelli                                             | Giovanni Freghieri                           |
| 77  | La Regina degli Gnomi               | agosto 1988           | Michele Medda, Antonio Serra, Bepi Vigna / Alfredo Castelli  | Alfredo Castelli                                             | Giovanni Freghieri / Alessandro Chiarolla    |
| 78  | Il ragazzo prodigio                 | settembre 1988        | Alfredo Castelli                                             | Alfredo Castelli                                             | Alessandro Chiarolla                         |
| 79  | La donna immortale                  | ottobre 1988          | Alfredo Castelli / Michele Medda, Antonio Serra e Bepi Vigna | Alfredo Castelli / Michele Medda, Antonio Serra e Bepi Vigna | Alessandro Chiarolla / Dante Bastianoni      |
| 80  | La macchina invincibile             | novembre 1988         | Michele Medda, Antonio Serra, Bepi Vigna / Alfredo Castelli  | Michele Medda, Antonio Serra, Bepi Vigna / Alfredo Castelli  | Dante Bastianoni / Corrado Roi               |
| 81  | Santa Claus 9000                    | dicembre 1988         | Alfredo Castelli / Elio Ottonello                            | Alfredo Castelli                                             | Corrado Roi / Franco Bignotti                |

## 1989
| Nr. | Titolo                   | Data di pubblicazione | Soggetto                                                                 | Sceneggiatura                             | Disegni                                  |
| --- | ------------------------ | --------------------- | ------------------------------------------------------------------------ | ----------------------------------------- | ---------------------------------------- |
| 82  | Il canto della Sirena    | gennaio 1989          | Elio Ottonello                                                           | Alfredo Castelli                          | Franco Bignotti                          |
| 83  | Il giorno dei delfini    | febbraio 1989         | Elio Ottonello / Alfredo Castelli                                        | Alfredo Castelli                          | Franco Bignotti / Enrico Bagnoli (Henry) |
| 84  | Assurdi universi         | marzo 1989            | Alfredo Castelli                                                         | Alfredo Castelli                          | Enrico Bagnoli (Henry)                   |
| 85  | I misteri di Londra      | aprile 1989           | Alfredo Castelli                                                         | Alfredo Castelli                          | Leone Cimpellin                          |
| 86  | La terra che non c'è     | maggio 1989           | Alfredo Castelli                                                         | Sauro Pennacchioli                        | Leone Cimpellin                          |
| 87  | L'uomo delle nevi        | giugno 1989           | Pierfrancesco Prosperi                                                   | Pierfrancesco Prosperi                    | Sergio Tuis                              |
| 88  | La setta degli assassini | luglio 1989           | Pierfrancesco Prosperi / Alfredo Castelli (da un'idea di Elio Ottonello) | Pierfrancesco Prosperi / Alfredo Castelli | Sergio Tuis / Corrado Roi                |
| 89  | Il segreto dei templari  | agosto 1989           | Alfredo Castelli (da un'idea di Elio Ottonello)                          | Alfredo Castelli                          | Corrado Roi                              |
| 90  | Il cuore di Christopher  | settembre 1989        | Alfredo Castelli (da un'idea di Elio Ottonello) / Claudio Chiaverotti    | Alfredo Castelli / Claudio Chiaverotti    | Corrado Roi / Gaspare e Gaetano Cassaro  |
| 91  | Sonno mortale            | ottobre 1989          | Claudio Chiaverotti                                                      | Claudio Chiaverotti                       | Gaspare e Gaetano Cassaro                |
| 92  | Caccia alla strega       | novembre 1989         | Claudio Chiaverotti / Sauro Pennacchioli                                 | Claudio Chiaverotti / Sauro Pennacchioli  | Gaspare e Gaetano Cassaro / Pino Rinaldi |
| 93  | Una storia di Natale     | dicembre 1989         | Sauro Pennacchioli / Alfredo Castelli                                    | Sauro Pennacchioli / Alfredo Castelli     | Pino Rinaldi / Gino Vercelli             |

## 1990
| Nr. | Titolo                           | Data di pubblicazione | Soggetto                                 | Sceneggiatura                            | Disegni                                                   |
| --- | -------------------------------- | --------------------- | ---------------------------------------- | ---------------------------------------- | --------------------------------------------------------- |
| 94  | Conto alla rovescia              | gennaio 1990          | Alfredo Castelli                         | Alfredo Castelli                         | Gino Vercelli / Nando e Denisio Esposito (Esposito Bros.) |
| 95  | La vita segreta di Sergej Orloff | febbraio 1990         | Alfredo Castelli                         | Alfredo Castelli                         | Nando e Denisio Esposito (Esposito Bros.)                 |
| 96  | Orlando il paladino              | marzo 1990            | Alfredo Castelli                         | Alfredo Castelli                         | Nando e Denisio Esposito (Esposito Bros.)                 |
| 97  | Mutanti                          | aprile 1990           | Sauro Pennacchioli                       | Sauro Pennacchioli                       | Alessandro Chiarolla                                      |
| 98  | Holocaust 1990                   | maggio 1990           | Sauro Pennacchioli / Claudio Chiaverotti | Sauro Pennacchioli / Claudio Chiaverotti | Alessandro Chiarolla / Enrico Bagnoli (Henry)             |
| 99  | La piramide nera                 | giugno 1990           | Claudio Chiaverotti                      | Claudio Chiaverotti                      | Enrico Bagnoli (Henry)                                    |
| 100 | Di tutti i colori!               | luglio 1990           | Alfredo Castelli                         | Alfredo Castelli                         | Giancarlo Alessandrini                                    |
| 101 | Il sorriso venuto dal passato    | agosto 1990           | Giuseppe Ferrandino                      | Giuseppe Ferrandino                      | Salvatore Deidda                                          |
| 102 | Operazione Monna Lisa            | settembre 1990        | Giuseppe Ferrandino                      | Giuseppe Ferrandino                      | Salvatore Deidda                                          |
| 103 | Necronomicon                     | ottobre 1990          | Alfredo Castelli                         | Alfredo Castelli                         | Franco Devescovi                                          |
| 104 | Un uomo chiamato Mhosis          | novembre 1990         | Alfredo Castelli                         | Alfredo Castelli                         | Alessandro Chiarolla                                      |
| 105 | Tragico Natale                   | dicembre 1990         | Alfredo Castelli                         | Alfredo Castelli                         | Alessandro Chiarolla                                      |

## 1991
| Nr.     | Titolo                       | Data di pubblicazione | Soggetto                                                                    | Sceneggiatura                                                               | Disegni                                                                               |
| ------- | ---------------------------- | --------------------- | --------------------------------------------------------------------------- | --------------------------------------------------------------------------- | ------------------------------------------------------------------------------------- |
| 106     | L'arca ritrovata             | gennaio 1991          | Alfredo Castelli                                                            | Alfredo Castelli                                                            | Alessandro Chiarolla / Gino Vercelli                                                  |
| 107     | Il paese dell'incubo         | febbraio 1991         | Alfredo Castelli                                                            | Alfredo Castelli                                                            | Gino Vercelli                                                                         |
| 107 bis | La macchina della follia     | febbraio 1991         | Michele Medda, Antonio Serra e Bepi Vigna                                   | Michele Medda, Antonio Serra e Bepi Vigna                                   | Dante Bastianoni                                                                      |
| 108     | La vendetta di Mister Jinx   | marzo 1991            | Alfredo Castelli                                                            | Alfredo Castelli                                                            | Gino Vercelli                                                                         |
| 109     | L'oceano dei veleni          | aprile 1991           | Elio Ottonello                                                              | Alfredo Castelli                                                            | Giancarlo Alessandrini                                                                |
| 110     | L'isola nel vento            | maggio 1991           | Elio Ottonello                                                              | Alfredo Castelli                                                            | Giancarlo Alessandrini                                                                |
| 111     | Gli dei del mare             | giugno 1991           | Elio Ottonello / Alfredo Castelli                                           | Alfredo Castelli                                                            | Giancarlo Alessandrini / Nando e Denisio Esposito (Esposito Bros.)                    |
| 112     | Allan Quatermain             | luglio 1991           | Alfredo Castelli                                                            | Alfredo Castelli                                                            | Nando e Denisio Esposito (Esposito Bros.) con la collaborazione di Fabrizio Busticchi |
| 113     | Java contro Java             | agosto 1991           | Alfredo Castelli / Luigi Mignacco con la collaborazione di Alfredo Castelli | Alfredo Castelli / Luigi Mignacco con la collaborazione di Alfredo Castelli | Nando e Denisio Esposito (Esposito Bros.) / Gaspare e Gaetano Cassaro                 |
| 114     | Il profeta                   | settembre 1991        | Luigi Mignacco con la collaborazione di Alfredo Castelli                    | Luigi Mignacco con la collaborazione di Alfredo Castelli                    | Gaspare e Gaetano Cassaro                                                             |
| 115     | I guerrieri venuti dal nulla | ottobre 1991          | Claudio Chiaverotti                                                         | Claudio Chiaverotti                                                         | Giancarlo Caracuzzo                                                                   |
| 115 bis | Al centro della terra        | ottobre 1991          | Pierfrancesco Prosperi                                                      | Pierfrancesco Prosperi                                                      | Angelo Maria Ricci                                                                    |
| 116     | La città nel cielo           | novembre 1991         | Claudio Chiaverotti / Luigi Mignacco                                        | Claudio Chiaverotti / Luigi Mignacco                                        | Giancarlo Caracuzzo / César Álvarez Cañete (César)                                    |
| 117     | L'invenzione del secolo      | dicembre 1991         | Luigi Mignacco                                                              | Luigi Mignacco                                                              | César Álvarez Cañete (César)                                                          |

## 1992
| Nr.     | Titolo                        | Data di pubblicazione | Soggetto                                  | Sceneggiatura                       | Disegni                                |
| ------- | ----------------------------- | --------------------- | ----------------------------------------- | ----------------------------------- | -------------------------------------- |
| 118     | Schermo diabolico             | gennaio 1992          | Claudio Chiaverotti                       | Claudio Chiaverotti                 | Enrico Bagnoli (Henry)                 |
| 119     | Ricatto elettronico           | febbraio 1992         | Claudio Chiaverotti / Giuseppe Ferrandino | Claudio Chiaverotti                 | Enrico Bagnoli (Henry) / Gino Vercelli |
| 119 bis | L'ombra della svastica        | febbraio 1992         | Giuseppe Ferrandino                       | Giuseppe Ferrandino                 | Carlo Cedroni                          |
| 120     | Il teorema di Ffolkes         | marzo 1992            | Claudio Chiaverotti                       | Claudio Chiaverotti                 | Gino Vercelli                          |
| 121     | Dieci anni dopo               | aprile 1992           | Alfredo Castelli                          | Alfredo Castelli                    | Giancarlo Alessandrini                 |
| 122     | Ricordo senza fine            | maggio 1992           | Alfredo Castelli                          | Alfredo Castelli                    | Gino Vercelli                          |
| 123     | L'uomo programmato            | giugno 1992           | Alfredo Castelli                          | Alfredo Castelli                    | Alessandro Chiarolla                   |
| 124     | Scritto nel destino           | luglio 1992           | Alfredo Castelli                          | Alfredo Castelli                    | Alessandro Chiarolla                   |
| 125     | Neve d'agosto                 | agosto 1992           | Michelangelo La Neve                      | Michelangelo La Neve                | Giancarlo Caracuzzo                    |
| 126     | Orrore tra i Sumeri           | settembre 1992        | Ade Capone                                | Ade Capone                          | Gaspare e Gaetano Cassaro              |
| 127     | La Morte Strisciante          | ottobre 1992          | Ade Capone                                | Ade Capone                          | Gaspare e Gaetano Cassaro              |
| 127 bis | L'ultimo mistero              | ottobre 1992          | Alessandro Russo e Alfredo Castelli       | Alessandro Russo e Alfredo Castelli | Franco Devescovi                       |
| 128     | I bambini dagli occhi bianchi | novembre 1992         | Michelangelo La Neve                      | Michelangelo La Neve                | Paolo Morales                          |
| 129     | Aria di Baker Street          | dicembre 1992         | Carlo Recagno                             | Carlo Recagno                       | Franco Devescovi                       |

## 1993
| Nr.     | Titolo                                 | Data di pubblicazione | Soggetto                              | Sceneggiatura                         | Disegni                                   |
| ------- | -------------------------------------- | --------------------- | ------------------------------------- | ------------------------------------- | ----------------------------------------- |
| 130     | I mondi impossibili di Sherlock Holmes | gennaio 1993          | Carlo Recagno                         | Carlo Recagno                         | Franco Devescovi                          |
| 131     | La grande illusione                    | febbraio 1993         | Enrico Lotti e Alfredo Castelli       | Enrico Lotti e Alfredo Castelli       | Luigi Coppola                             |
| 131 bis | Space Shuttle                          | febbraio 1993         | Alfredo Castelli                      | Alfredo Castelli                      | Angelo Maria Ricci                        |
| 132     | L'olandese volante                     | marzo 1993            | Sauro Pennacchioli e Alfredo Castelli | Sauro Pennacchioli e Alfredo Castelli | Alessandro Chiarolla e Michele Pepe       |
| 133     | Nea Heliopolis                         | aprile 1993           | Alfredo Castelli                      | Alfredo Castelli                      | Gino Vercelli                             |
| 134     | Welcome to Italy                       | maggio 1993           | Alfredo Castelli                      | Alfredo Castelli                      | Gino Vercelli                             |
| 135     | Catacombe!                             | giugno 1993           | Michelangelo La Neve                  | Michelangelo La Neve                  | Giancarlo Caracuzzo                       |
| 136     | Il teatro della memoria                | luglio 1993           | Michelangelo La Neve                  | Michelangelo La Neve                  | Giancarlo Caracuzzo                       |
| 137     | Il regno delle fate                    | agosto 1993           | Carlo Recagno                         | Carlo Recagno                         | Nando e Denisio Esposito (Esposito Bros.) |
| 138     | La Signora del Lago                    | settembre 1993        | Carlo Recagno                         | Carlo Recagno                         | Nando e Denisio Esposito (Esposito Bros.) |
| 139     | I prigionieri del ciberspazio          | ottobre 1993          | Stefano Santarelli                    | Stefano Santarelli                    | Paolo Morales                             |
| 139 bis | Il ritorno di Jaspar                   | ottobre 1993          | Alfredo Castelli                      | Alfredo Castelli                      | Alessandro Chiarolla                      |
| 140     | Il segreto di Pulcinella               | novembre 1993         | Stefano Santarelli                    | Stefano Santarelli                    | Rodolfo Torti                             |
| 141     | La smorfia napoletana                  | dicembre 1993         | Stefano Santarelli                    | Stefano Santarelli                    | Rodolfo Torti                             |

## 1994
| Nr. | Titolo                        | Data di pubblicazione | Soggetto                                              | Sceneggiatura                                         | Disegni                                  |
| --- | ----------------------------- | --------------------- | ----------------------------------------------------- | ----------------------------------------------------- | ---------------------------------------- |
| 142 | Il tredicesimo segno          | gennaio 1994          | Alfredo Castelli e Alessandro Russo                   | Alfredo Castelli e Alessandro Russo                   | Franco Devescovi                         |
| 143 | Casanova                      | febbraio 1994         | Stefano Santarelli                                    | Stefano Santarelli                                    | Luigi Coppola                            |
| 144 | La biblioteca dimenticata     | marzo 1994            | Giuseppe Pederiali                                    | Giuseppe Pederiali                                    | Luigi Siniscalchi                        |
| 145 | I vendicatori alati           | aprile 1994           | Stefano Santarelli                                    | Stefano Santarelli                                    | Rodolfo Torti                            |
| 146 | Oltre le mura                 | maggio 1994           | Roberto Pagliara, Saverio Minutolo e Alfredo Castelli | Roberto Pagliara, Saverio Minutolo e Alfredo Castelli | Gianluigi Coppola                        |
| 147 | La casa dalle finestre cieche | giugno 1994           | Alfredo Castelli e Claudio Chiaverotti                | Alfredo Castelli e Claudio Chiaverotti                | Gaspare e Gaetano Cassaro, Giovanni Nisi |
| 148 | Decameron!                    | luglio 1994           | Alfredo Castelli                                      | Alfredo Castelli                                      | Lucio Filippucci                         |
| 149 | Il ritorno dei Magi           | agosto 1994           | Giuseppe Pederiali                                    | Giuseppe Pederiali                                    | Enrico Bagnoli (Henry)                   |
| 150 | I Negromanti                  | settembre 1994        | Giuseppe Pederiali                                    | Giuseppe Pederiali                                    | Enrico Bagnoli (Henry)                   |
| 151 | Incroci pericolosi            | ottobre 1994          | Claudio Chiaverotti e Alfredo Castelli                | Claudio Chiaverotti e Alfredo Castelli                | Leone Cimpellin                          |
| 152 | La città impazzita            | novembre 1994         | Claudio Chiaverotti e Alfredo Castelli                | Claudio Chiaverotti e Alfredo Castelli                | Leone Cimpellin                          |
| 153 | Diavoli dell'Inferno!         | dicembre 1994         | Stefano Santarelli                                    | Stefano Santarelli                                    | Rodolfo Torti                            |

## 1995
| Nr. | Titolo                           | Data di pubblicazione | Soggetto                              | Sceneggiatura                         | Disegni                                                                                             |
| --- | -------------------------------- | --------------------- | ------------------------------------- | ------------------------------------- | --------------------------------------------------------------------------------------------------- |
| 154 | Il libro di sabbia               | gennaio 1995          | Enrico Lotti e Andrea Pasini          | Enrico Lotti e Andrea Pasini          | Paolo Morales                                                                                       |
| 155 | L'Aleph                          | febbraio 1995         | Enrico Lotti e Andrea Pasini          | Enrico Lotti e Andrea Pasini          | Paolo Morales e Fabio Grimaldi                                                                      |
| 156 | L'officina di Efesto             | marzo 1995            | Angelino Riggio                       | Pierfrancesco Prosperi                | Giuseppe Montanari e Claudio Piccoli                                                                |
| 157 | La palude                        | aprile 1995           | Giancarlo Malagutti                   | Giancarlo Malagutti                   | Gianluigi Coppola                                                                                   |
| 158 | Gli uomini corvo                 | maggio 1995           | Bruno Abietti e Vincenzo Beretta      | Vincenzo Beretta                      | Franco Devescovi                                                                                    |
| 159 | L'isola degli dei                | giugno 1995           | Bruno Abietti e Vincenzo Beretta      | Vincenzo Beretta                      | Franco Devescovi                                                                                    |
| 160 | L'eredità dei Teutoni            | luglio 1995           | Pier Carpi e Alfredo Castelli         | Pier Carpi e Alfredo Castelli         | Lucio Filippucci                                                                                    |
| 161 | Il volto di Orfeo                | agosto 1995           | Pier Carpi e Alfredo Castelli         | Pier Carpi e Alfredo Castelli         | Lucio Filippucci                                                                                    |
| 162 | La Signora delle Vipere          | settembre 1995        | Giuseppe Mangoni                      | Enrico Lotti e Andrea Pasini          | Lucia Arduini                                                                                       |
| 163 | La cripta e l'incubo             | ottobre 1995          | Giuseppe Mangoni                      | Enrico Lotti e Andrea Pasini          | Lucia Arduini                                                                                       |
| 164 | La vita segreta di Diana Lombard | novembre 1995         | Alfredo Castelli                      | Alfredo Castelli                      | Nando e Denisio Esposito (Esposito Bros.)                                                           |
| 165 | Bentornato a New York            | dicembre 1995         | Alfredo Castelli / Stefano Santarelli | Alfredo Castelli / Stefano Santarelli | Nando e Denisio Esposito (Esposito Bros.) con la collaborazione di Lucio Filippucci / Rodolfo Torti |

## 1996
| Nr. | Titolo                    | Data di pubblicazione | Soggetto                                                                              | Sceneggiatura                                      | Disegni                                |
| --- | ------------------------- | --------------------- | ------------------------------------------------------------------------------------- | -------------------------------------------------- | -------------------------------------- |
| 166 | La foresta incantata      | gennaio 1996          | Stefano Santarelli                                                                    | Stefano Santarelli                                 | Rodolfo Torti                          |
| 167 | Obiettivo Apocalisse      | febbraio 1996         | Massimiliano Palombi                                                                  | Massimiliano Palombi                               | Luigi Coppola                          |
| 168 | Il ritorno di Jack        | marzo 1996            | Carlo Recagno                                                                         | Carlo Recagno                                      | Gianluigi Coppola e Michele Pepe       |
| 169 | L'enigma di Boris Grigov  | aprile 1996           | Enrico Bagnoli (Henry) e Renata Pfeiffer                                              | Enrico Bagnoli (Henry) e Renata Pfeiffer           | Enrico Bagnoli (Henry)                 |
| 170 | La pietra della vita      | maggio 1996           | Enrico Bagnoli (Henry) e Renata Pfeiffer                                              | Enrico Bagnoli (Henry) e Renata Pfeiffer           | Enrico Bagnoli (Henry)                 |
| 171 | Le macchie di Rorschach   | giugno 1996           | Giuseppe Mangoni e Andrea Pasini                                                      | Andrea Pasini                                      | Luigi Coppola                          |
| 172 | Il nemico invisibile      | luglio 1996           | Vincenzo Beretta, Leonardo Gajo e Domenico Gandolfi                                   | Vincenzo Beretta                                   | Franco Devescovi                       |
| 173 | I cavalieri di San Romano | agosto 1996           | Vincenzo Beretta, Leonardo Gajo e Domenico Gandolfi / Lucia Strufaldi e Carlo Recagno | Vincenzo Beretta / Lucia Strufaldi e Carlo Recagno | Franco Devescovi / Rodolfo Torti       |
| 174 | Affari di famiglia        | settembre 1996        | Lucia Strufaldi e Carlo Recagno / Alfredo Castelli                                    | Lucia Strufaldi e Carlo Recagno / Alfredo Castelli | Rodolfo Torti / Giancarlo Alessandrini |
| 175 | Docteur Mystère           | ottobre 1996          | Alfredo Castelli                                                                      | Alfredo Castelli                                   | Giancarlo Alessandrini                 |
| 176 | Lo spirito del tatuaggio  | 14 novembre 1996      | Roberto Pagliara e Saverio Minutolo                                                   | Roberto Pagliara e Saverio Minutolo                | Lucia Arduini                          |
| 177 | L'ultimo nomade           | 14 dicembre 1996      | Roberto Pagliara e Saverio Minutolo                                                   | Roberto Pagliara e Saverio Minutolo                | Lucia Arduini                          |

## 1997
| Nr. | Titolo                        | Data di pubblicazione | Soggetto                                                 | Sceneggiatura                                            | Disegni                                                 |
| --- | ----------------------------- | --------------------- | -------------------------------------------------------- | -------------------------------------------------------- | ------------------------------------------------------- |
| 178 | Il gigante sommerso           | 14 gennaio 1997       | Massimiliano Palombi                                     | Massimiliano Palombi                                     | Paolo Ongaro                                            |
| 179 | Affondate il Titanic!         | 14 febbraio 1997      | Massimiliano Palombi / Bruno Bonetti                     | Massimiliano Palombi / Bruno Bonetti                     | Paolo Ongaro / Giancarlo Alessandrini                   |
| 180 | Il Signore del Nilo           | 14 marzo 1997         | Bruno Bonetti e Carlo Recagno / Vincenzo Beretta         | Bruno Bonetti e Carlo Recagno / Vincenzo Beretta         | Giancarlo Alessandrini / Rodolfo Torti                  |
| 181 | I cavalieri del tempio        | 14 aprile 1997        | Vincenzo Beretta                                         | Vincenzo Beretta                                         | Rodolfo Torti                                           |
| 182 | Palenque!                     | 14 maggio 1997        | Vincenzo Beretta / Alfredo Castelli                      | Vincenzo Beretta / Alfredo Castelli                      | Rodolfo Torti / Franco Devescovi                        |
| 183 | Il mistero della Grande Mela  | 14 giugno 1997        | Alfredo Castelli                                         | Alfredo Castelli                                         | Franco Devescovi                                        |
| 184 | Il tesoro di Peter Stuyvesant | 14 luglio 1997        | Alfredo Castelli                                         | Alfredo Castelli                                         | Franco Devescovi / Giancarlo Alessandrini               |
| 185 | I sentieri del destino        | 14 agosto 1997        | Noemi Maria Degli Occhi                                  | Andrea Pasini                                            | Lucia Arduini                                           |
| 186 | Sulle tracce dell'invisibile  | 14 settembre 1997     | Stefano Santarelli                                       | Stefano Santarelli                                       | Luigi Coppola                                           |
| 187 | Il sarcofago di pietra        | 14 ottobre 1997       | Paolo Morales                                            | Paolo Morales                                            | Paolo Morales e Fabio Grimaldi                          |
| 188 | La regina di Saba             | 14 novembre 1997      | Paolo Morales                                            | Paolo Morales                                            | Paolo Morales e Fabio Grimaldi                          |
| 189 | Dieci enigmi per dieci città  | 14 dicembre 1997      | Paolo Morales / Enrico Bagnoli (Henry) e Renata Pfeiffer | Paolo Morales / Enrico Bagnoli (Henry) e Renata Pfeiffer | Paolo Morales e Fabio Grimaldi / Enrico Bagnoli (Henry) |

## 1998
| Nr. | Titolo                        | Data di pubblicazione | Soggetto                                                      | Sceneggiatura                                                 | Disegni                                                                    |
| --- | ----------------------------- | --------------------- | ------------------------------------------------------------- | ------------------------------------------------------------- | -------------------------------------------------------------------------- |
| 190 | La pista cifrata              | 14 gennaio 1998       | Enrico Bagnoli (Henry) e Renata Pfeiffer                      | Enrico Bagnoli (Henry) e Renata Pfeiffer                      | Enrico Bagnoli (Henry)                                                     |
| 191 | Il caso Majorana              | 14 febbraio 1998      | Alfredo Castelli                                              | Alfredo Castelli                                              | Pino Rinaldi e Lucio Filippucci                                            |
| 192 | La pietra di Jivaka           | 14 marzo 1998         | Alfredo Castelli / Riccardo Borgogno e Pierfrancesco Prosperi | Alfredo Castelli / Riccardo Borgogno e Pierfrancesco Prosperi | Lucio Filippucci / Giuseppe Montanari e Claudio Piccoli                    |
| 193 | L'isola delle rose            | 14 aprile 1998        | Riccardo Borgogno e Pierfrancesco Prosperi / Alfredo Castelli | Riccardo Borgogno e Pierfrancesco Prosperi / Alfredo Castelli | Giuseppe Montanari e Claudio Piccoli / Rodolfo Torti                       |
| 194 | La terra trema!               | 14 maggio 1998        | Alfredo Castelli                                              | Alfredo Castelli                                              | Rodolfo Torti                                                              |
| 195 | L'albergo sulla scogliera     | 14 giugno 1998        | Stefano Vietti                                                | Stefano Vietti                                                | Franco Devescovi                                                           |
| 196 | La città dei cinque anelli    | 14 luglio 1998        | Alfredo Castelli                                              | Alfredo Castelli                                              | Nando e Denisio Esposito (Esposito Bros.)                                  |
| 197 | UFO 1896                      | agosto 1998           | Alfredo Castelli / Andrea Carlo Cappi e Andrea Pasini         | Alfredo Castelli / Andrea Carlo Cappi e Andrea Pasini         | Nando e Denisio Esposito (Esposito Bros.) / Lucia Arduini                  |
| 198 | Il Paradiso non può attendere | 14 settembre 1998     | Andrea Carlo Cappi e Andrea Pasini / Paolo Morales            | Andrea Carlo Cappi e Andrea Pasini / Paolo Morales            | Lucia Arduini / Paolo Morales e Fabio Grimaldi                             |
| 199 | Operazione Gengis Khan        | 14 ottobre 1998       | Paolo Morales                                                 | Paolo Morales                                                 | Paolo Morales e Fabio Grimaldi                                             |
| 200 | Lo spettro della luce         | 14 novembre 1998      | Alfredo Castelli con la collaborazione di Vincenzo Beretta    | Alfredo Castelli con la collaborazione di Vincenzo Beretta    | Giancarlo Alessandrini, Franco Devescovi, Lucio Filippucci e Rodolfo Torti |
| 201 | Il trono di Hampton           | 14 dicembre 1998      | Marco Berrini e Andrea Pasini                                 | Marco Berrini e Andrea Pasini                                 | Luigi Coppola                                                              |

## 1999
| Nr.     | Titolo                      | Data di pubblicazione | Soggetto                                                    | Sceneggiatura                                               | Disegni                                                      |
| ------- | --------------------------- | --------------------- | ----------------------------------------------------------- | ----------------------------------------------------------- | ------------------------------------------------------------ |
| 202     | I guerrieri del lupo        | 14 gennaio 1999       | Marco Deplano                                               | Marco Deplano                                               | Rodolfo Torti                                                |
| 203     | L'occhio di Odino           | 14 febbraio 1999      | Marco Deplano                                               | Marco Deplano                                               | Rodolfo Torti                                                |
| 204     | Il ritorno di Billiken      | 14 marzo 1999         | Alfredo Castelli                                            | Alfredo Castelli                                            | Paolo Ongaro                                                 |
| 205     | Alla corte del Re Sole      | 14 aprile 1999        | Alfredo Castelli / Enrico Bagnoli (Henry) e Renata Pfeiffer | Alfredo Castelli / Enrico Bagnoli (Henry) e Renata Pfeiffer | Paolo Ongaro / Enrico Bagnoli (Henry)                        |
| 206     | La maschera e il volto      | 14 maggio 1999        | Enrico Bagnoli (Henry) e Renata Pfeiffer                    | Enrico Bagnoli (Henry) e Renata Pfeiffer                    | Enrico Bagnoli (Henry)                                       |
| 206 bis | Il segreto della mummia     | maggio 1999           | Paolo Ongaro (da un'idea di Alfredo Castelli)               | Paolo Ongaro (da un'idea di Alfredo Castelli)               | Paolo Ongaro                                                 |
| 207     | L'enigma del Sator          | 14 giugno 1999        | Marco Bertoli e Andrea Pasini                               | Marco Bertoli e Andrea Pasini                               | Franco Devescovi                                             |
| 208     | Verso l'Apocalisse          | 14 luglio 1999        | Marco Bertoli e Andrea Pasini / Enzo Verrengia              | Marco Bertoli e Andrea Pasini / Enzo Verrengia              | Franco Devescovi / Nando e Denisio Esposito (Esposito Bros.) |
| 209     | Zeppelin!                   | 14 agosto 1999        | Enzo Verrengia                                              | Enzo Verrengia                                              | Nando e Denisio Esposito (Esposito Bros.)                    |
| 210     | Il virus di fine millennio  | 14 settembre 1999     | Enzo Verrengia / Alfredo Castelli                           | Enzo Verrengia / Alfredo Castelli                           | Nando e Denisio Esposito (Esposito Bros.) / Rodolfo Torti    |
| 211     | La macchina dell'Armageddon | 14 ottobre 1999       | Alfredo Castelli                                            | Alfredo Castelli                                            | Rodolfo Torti                                                |
| 212     | Countdown: meno uno         | 14 novembre 1999      | Alfredo Castelli                                            | Alfredo Castelli                                            | Giancarlo Alessandrini                                       |
| 213     | La fine?                    | 14 dicembre 1999      | Alfredo Castelli                                            | Alfredo Castelli                                            | Giancarlo Alessandrini                                       |

## 2000
| Nr. | Titolo                  | Data di pubblicazione | Soggetto                            | Sceneggiatura                       | Disegni                                   |
| --- | ----------------------- | --------------------- | ----------------------------------- | ----------------------------------- | ----------------------------------------- |
| 214 | Minaccia dalle stelle   | 14 gennaio 2000       | Marco Deplano                       | Marco Deplano                       | Rodolfo Torti                             |
| 215 | Fantasmi di altri mondi | 14 febbraio 2000      | Marco Deplano                       | Marco Deplano                       | Rodolfo Torti                             |
| 216 | 29 febbraio             | 14 marzo 2000         | Andrea Pasini                       | Andrea Pasini                       | Giovanni Romanini                         |
| 217 | D'improvviso una notte  | 14 aprile 2000        | Paolo Morales                       | Paolo Morales                       | Luisa Zancanella                          |
| 218 | L'essenza del male      | 14 maggio 2000        | Paolo Morales                       | Paolo Morales                       | Luisa Zancanella                          |
| 219 | Il regno delle amazzoni | 14 giugno 2000        | Andrea Carlo Cappi e Andrea Pasini  | Andrea Carlo Cappi e Andrea Pasini  | Lucia Arduini                             |
| 220 | L'impero segreto        | 14 luglio 2000        | Andrea Carlo Cappi e Andrea Pasini  | Andrea Carlo Cappi e Andrea Pasini  | Lucia Arduini                             |
| 221 | "Strano ma vero!"       | agosto 2000           | Alfredo Castelli                    | Alfredo Castelli                    | Giancarlo Alessandrini                    |
| 222 | Il libro di Kells       | settembre 2000        | Alfredo Castelli / Vincenzo Beretta | Alfredo Castelli / Vincenzo Beretta | Giancarlo Alessandrini / Franco Devescovi |
| 223 | Un altro mondo          | ottobre 2000          | Vincenzo Beretta                    | Vincenzo Beretta                    | Franco Devescovi                          |
| 224 | L'isola dei morti       | novembre 2000         | Andrea Pasini e Marco Berrini       | Andrea Pasini e Marco Berrini       | Luigi Coppola                             |
| 225 | Oltre la soglia         | dicembre 2000         | Andrea Pasini e Marco Berrini       | Andrea Pasini e Marco Berrini       | Luigi Coppola                             |

## 2001
| Nr. | Titolo                       | Data di pubblicazione | Soggetto                                                                     | Sceneggiatura                                                                | Disegni                               |
| --- | ---------------------------- | --------------------- | ---------------------------------------------------------------------------- | ---------------------------------------------------------------------------- | ------------------------------------- |
| 226 | La grande truffa             | gennaio 2001          | Vincenzo Beretta                                                             | Alfredo Castelli                                                             | Rodolfo Torti                         |
| 227 | Il giorno che non esisteva   | 9 febbraio 2001       | Andrea Pasini                                                                | Andrea Pasini                                                                | Giovanni Romanini                     |
| 228 | Furia omicida                | 10 marzo 2001         | Paolo Morales                                                                | Paolo Morales                                                                | Paolo Morales e Fabio Grimaldi        |
| 229 | L'inarrestabile killer       | 11 aprile 2001        | Paolo Morales                                                                | Paolo Morales                                                                | Paolo Morales e Fabio Grimaldi        |
| 230 | La formula di Ramanujan      | 11 maggio 2001        | Marco Abate                                                                  | Marco Abate                                                                  | Paolo Ongaro                          |
| 231 | Incubo ad Haiti              | 12 giugno 2001        | Marco Deplano                                                                | Marco Deplano                                                                | Giovanni Romanini                     |
| 232 | Il potere dei Loa            | 12 luglio 2001        | Marco Deplano                                                                | Marco Deplano                                                                | Giovanni Romanini                     |
| 233 | Massacro al Rick's Club      | 10 agosto 2001        | Renata Pfeiffer ed Enrico Bagnoli (Henry)                                    | Renata Pfeiffer ed Enrico Bagnoli (Henry)                                    | Enrico Bagnoli (Henry)                |
| 234 | Il mistero dei nani di gesso | 11 settembre 2001     | Renata Pfeiffer ed Enrico Bagnoli (Henry) / Francesco Artibani e Tito Faraci | Renata Pfeiffer ed Enrico Bagnoli (Henry) / Francesco Artibani e Tito Faraci | Enrico Bagnoli (Henry) / Paolo Ongaro |
| 235 | Minaccia dal passato         | 11 ottobre 2001       | Francesco Artibani e Tito Faraci / Alessandro Russo                          | Francesco Artibani e Tito Faraci / Alessandro Russo                          | Paolo Ongaro / Fabrizio Russo         |
| 236 | Martin Mystère: Uomo in Nero | 10 novembre 2001      | Alessandro Russo                                                             | Alessandro Russo                                                             | Fabrizio Russo                        |
| 237 | Il richiamo dell'abisso      | 12 dicembre 2001      | Alessandro Russo / Bruno Bonetti                                             | Alessandro Russo / Bruno Bonetti                                             | Fabrizio Russo / Giovanni Romanini    |

## 2002
| Nr. | Titolo                           | Data di pubblicazione | Soggetto                                                  | Sceneggiatura                                             | Disegni                                   |
| --- | -------------------------------- | --------------------- | --------------------------------------------------------- | --------------------------------------------------------- | ----------------------------------------- |
| 238 | La leggenda di Ulisse            | 11 gennaio 2002       | Bruno Bonetti                                             | Bruno Bonetti                                             | Giovanni Romanini                         |
| 239 | Il lato oscuro della Luna        | 12 febbraio 2002      | Bruno Bonetti / Stefano Santarelli e Michelangelo La Neve | Bruno Bonetti / Stefano Santarelli e Michelangelo La Neve | Giovanni Romanini / Luisa Zancanella      |
| 240 | Il ragazzo che sapeva tutto      | 13 marzo 2002         | Michelangelo La Neve e Stefano Santarelli                 | Michelangelo La Neve e Stefano Santarelli                 | Luisa Zancanella                          |
| 241 | Vent'anni di mysteri             | 12 aprile 2002        | Alfredo Castelli                                          | Alfredo Castelli                                          | Giancarlo Alessandrini                    |
| 242 | La scure incantata               | 11 maggio 2002        | Alfredo Castelli                                          | Alfredo Castelli                                          | Franco Devescovi                          |
| 243 | L'astronave degli esseri perduti | 12 giugno 2002        | Alfredo Castelli                                          | Alfredo Castelli                                          | Franco Devescovi                          |
| 244 | La vendetta di Loki              | 12 luglio 2002        | Carlo Recagno                                             | Carlo Recagno                                             | Nando e Denisio Esposito (Esposito Bros.) |
| 245 | L'ira del cielo                  | 14 agosto 2002        | Carlo Recagno                                             | Carlo Recagno                                             | Nando e Denisio Esposito (Esposito Bros.) |
| 246 | La città degli angeli            | 11 settembre 2002     | Carlo Recagno                                             | Carlo Recagno                                             | Nando e Denisio Esposito (Esposito Bros.) |
| 247 | I tecnomanti                     | 12 ottobre 2002       | Alessandro Russo                                          | Alessandro Russo                                          | Fabrizio Russo                            |
| 248 | Le sabbie dell'Asia Centrale     | 13 novembre 2002      | Stefano Vietti                                            | Stefano Vietti                                            | Rodolfo Torti                             |
| 249 | Un mondo sotterraneo             | 11 dicembre 2002      | Stefano Vietti / Gino Udina                               | Stefano Vietti / Gino Udina                               | Rodolfo Torti / Giovanni Romanini         |

## 2003
| Nr. | Titolo                          | Data di pubblicazione | Soggetto                                                                     | Sceneggiatura                             | Disegni                                   |
| --- | ------------------------------- | --------------------- | ---------------------------------------------------------------------------- | ----------------------------------------- | ----------------------------------------- |
| 250 | La tigre e il drago             | 14 gennaio 2003       | Gino Udina                                                                   | Gino Udina                                | Giovanni Romanini                         |
| 251 | Incubo tra i ghiacci            | 12 febbraio 2003      | Paolo Morales                                                                | Paolo Morales                             | Paolo Morales e Fabio Grimaldi            |
| 252 | Nautilus!                       | 13 marzo 2003         | Stefano Vietti                                                               | Stefano Vietti                            | Paolo Ongaro                              |
| 253 | Gli adoratori di Kalì           | 12 aprile 2003        | Paolo Morales                                                                | Paolo Morales                             | Fabrizio Russo                            |
| 254 | Il fuoco dell'odio              | 13 maggio 2003        | Paolo Morales                                                                | Paolo Morales                             | Fabrizio Russo                            |
| 255 | I padroni del caos              | 11 giugno 2003        | Alessandro Russo                                                             | Alessandro Russo                          | Nando e Denisio Esposito (Esposito Bros.) |
| 256 | Gli immortali                   | 12 luglio 2003        | Luca Galoppo                                                                 | Pierfrancesco Prosperi                    | Enrico Bagnoli (Henry)                    |
| 257 | Fantasmi a Malta                | 12 agosto 2003        | Domenico Gandolfi                                                            | Domenico Gandolfi                         | Luigi Coppola                             |
| 258 | Il frutto proibito              | 12 settembre 2003     | Stefano Santarelli e Michelangelo La Neve                                    | Stefano Santarelli e Michelangelo La Neve | Rodolfo Torti                             |
| 259 | La principessa dal cuore gelido | 14 ottobre 2003       | Stefano Santarelli e Michelangelo La Neve                                    | Stefano Santarelli e Michelangelo La Neve | Rodolfo Torti                             |
| 260 | Il destino di Annabel Lee       | 12 novembre 2003      | Alfredo Castelli                                                             | Alfredo Castelli                          | Luigi Coppola                             |
| 261 | Gli uomini del blues            | 11 dicembre 2003      | Stefano Santarelli e Michelangelo La Neve (da un'idea di Alessandro Bilotta) | Stefano Santarelli e Michelangelo La Neve | Lucio Leoni e Roberto Cardinale           |

## 2004
| Nr. | Titolo                      | Data di pubblicazione | Soggetto                                                                     | Sceneggiatura                                               | Disegni                              |
| --- | --------------------------- | --------------------- | ---------------------------------------------------------------------------- | ----------------------------------------------------------- | ------------------------------------ |
| 262 | Gli incappucciati           | 14 gennaio 2004       | Michelangelo La Neve e Stefano Santarelli (da un'idea di Alessandro Bilotta) | Michelangelo La Neve e Stefano Santarelli                   | Lucio Leoni e Roberto Cardinale      |
| 263 | Lo scrigno dell'imperatrice | 12 febbraio 2004      | Stefano Vietti                                                               | Stefano Vietti                                              | Enrico Bagnoli (Henry)               |
| 264 | I predatori                 | 12 marzo 2004         | Paolo Morales                                                                | Paolo Morales                                               | Fabio Grimaldi                       |
| 265 | Le pietre di Carnac         | 14 aprile 2004        | Alessandro Bilotta                                                           | Alessandro Bilotta                                          | Luigi Coppola                        |
| 266 | Il ladro di ricordi         | 12 maggio 2004        | Federico Memola                                                              | Federico Memola e Francesco Donato                          | Rodolfo Torti                        |
| 267 | La terra dei giganti        | 11 giugno 2004        | Michelangelo La Neve e Stefano Santarelli                                    | Michelangelo La Neve e Stefano Santarelli                   | Alfredo Orlandi e Roberto Cardinale  |
| 268 | La pietra caduta dal cielo  | 14 luglio 2004        | Claudio Chiaverotti e Alfredo Castelli                                       | Claudio Chiaverotti e Alfredo Castelli                      | Lucio Filippucci / Giovanni Romanini |
| 269 | Programma "Multilife"       | 13 agosto 2004        | Claudio Chiaverotti e Alfredo Castelli                                       | Claudio Chiaverotti e Alfredo Castelli                      | Giovanni Romanini                    |
| 270 | Il gatto che sapeva leggere | 14 settembre 2004     | Alfredo Castelli                                                             | Alfredo Castelli                                            | Franco Devescovi                     |
| 271 | L'ora dei lupi              | 14 ottobre 2004       | Alfredo Castelli / Federico Memola                                           | Alfredo Castelli / Federico Memola                          | Franco Devescovi / Luigi Coppola     |
| 272 | La notte dei non-morti      | 12 novembre 2004      | Federico Memola / Michelangelo La Neve e Stefano Santarelli                  | Federico Memola / Michelangelo La Neve e Stefano Santarelli | Luigi Coppola / Giovanni Romanini    |
| 273 | Il club degli spadaccini    | 11 dicembre 2004      | Michelangelo La Neve e Stefano Santarelli                                    | Michelangelo La Neve e Stefano Santarelli                   | Giovanni Romanini                    |

## 2005
| Nr. | Titolo                         | Data di pubblicazione | Soggetto                                                     | Sceneggiatura                                                | Disegni                                                 |
| --- | ------------------------------ | --------------------- | ------------------------------------------------------------ | ------------------------------------------------------------ | ------------------------------------------------------- |
| 274 | La cella n.13                  | 14 gennaio 2005       | Michelangelo La Neve e Stefano Santarelli / Alfredo Castelli | Michelangelo La Neve e Stefano Santarelli / Alfredo Castelli | Giovanni Romanini / Alfredo Orlandi & Roberto Cardinale |
| 275 | Colpevole di omicidio          | 11 febbraio 2005      | Alfredo Castelli                                             | Alfredo Castelli                                             | Alfredo Orlandi & Roberto Cardinale                     |
| 276 | Assassino implacabile          | 11 marzo 2005         | Stefano Vietti                                               | Stefano Vietti                                               | Enrico Bagnoli (Henry)                                  |
| 277 | Doppia personalità             | 13 aprile 2005        | Paolo Morales                                                | Paolo Morales                                                | Fabio Grimaldi                                          |
| 278 | Gli Illuminati                 | 13 maggio 2005        | Paolo Morales                                                | Paolo Morales                                                | Fabio Grimaldi                                          |
| 279 | Il destino di Atlantide        | 6 giugno 2005         | Alfredo Castelli                                             | Alfredo Castelli                                             | Roberto Cardinale e Alfredo Orlandi                     |
| 280 | Ritorno alla Terra che non c'è | 13 agosto 2005        | Carlo Recagno                                                | Carlo Recagno                                                | Rodolfo Torti                                           |
| 281 | La tredicesima fatica          | 14 ottobre 2005       | Alfredo Castelli                                             | Alfredo Castelli                                             | Daniele Caluri                                          |
| 282 | Il Budda d'oro                 | 13 dicembre 2005      | Stefano Santarelli e Michelangelo La Neve                    | Stefano Santarelli e Michelangelo La Neve                    | Luisa Zancanella                                        |

## 2006
| Nr. | Titolo                    | Data di pubblicazione | Soggetto                                  | Sceneggiatura                             | Disegni                                   |
| --- | ------------------------- | --------------------- | ----------------------------------------- | ----------------------------------------- | ----------------------------------------- |
| 283 | Il castigo degli Elohim   | 10 febbraio 2006      | Alfredo Castelli                          | Alfredo Castelli                          | Franco Devescovi                          |
| 284 | Il pavone dell'Imperatore | 13 aprile 2006        | Stefano Santarelli e Michelangelo La Neve | Stefano Santarelli e Michelangelo La Neve | Luigi Coppola                             |
| 285 | Il grande Houdini         | 14 giugno 2006        | Alfredo Castelli                          | Alfredo Castelli                          | Paolo Ongaro                              |
| 286 | L'orrore di Cape Rock     | 10 agosto 2006        | Stefano Vietti                            | Stefano Vietti                            | Enrico Bagnoli (Henry) e Maurizio Gradin  |
| 287 | Il tesoro di Capitan Kidd | 13 ottobre 2006       | Alfredo Castelli                          | Alfredo Castelli                          | Giancarlo Alessandrini                    |
| 288 | Grendel!                  | 12 dicembre 2006      | Carlo Recagno                             | Carlo Recagno                             | Nando e Denisio Esposito (Esposito Bros.) |

## 2007
| Nr. | Titolo                             | Data di pubblicazione | Soggetto         | Sceneggiatura    | Disegni                                   |
| --- | ---------------------------------- | --------------------- | ---------------- | ---------------- | ----------------------------------------- |
| 289 | L'ultimo viaggio di Amelia Earhart | 9 febbraio 2007       | Paolo Morales    | Paolo Morales    | Fabio Grimaldi                            |
| 290 | Emoticon :-(                       | 11 aprile 2007        | Paolo Morales    | Paolo Morales    | Giancarlo Alessandrini                    |
| 291 | Il codice Caravaggio               | 13 giugno 2007        | Alfredo Castelli | Alfredo Castelli | Daniele Caluri                            |
| 292 | Il sole nero                       | 11 agosto 2007        | Carlo Recagno    | Carlo Recagno    | Nando e Denisio Esposito (Esposito Bros.) |
| 293 | Homunculus                         | 12 ottobre 2007       | Carlo Recagno    | Carlo Recagno    | Luigi Coppola                             |
| 294 | Ricordi dal futuro                 | 12 dicembre 2007      | Carlo Recagno    | Carlo Recagno    | Rodolfo Torti                             |

## 2008
| Nr. | Titolo                        | Data di pubblicazione | Soggetto                          | Sceneggiatura                     | Disegni |
| --- | ----------------------------- | --------------------- | --------------------------------- | --------------------------------- | --- |
| 295 | Cospirazione Luna             | 8 febbraio 2008       | Alfredo Castelli e Stefano Vietti | Alfredo Castelli e Stefano Vietti | Enrico Bagnoli (Henry) e Maurizio Gradin |
| 296 | Java, addio!                  | 10 aprile 2008        | Paolo Morales                     | Paolo Morales                     | Paolo Morales e Davide De Cubellis |
| 297 | L'orrore oltre la soglia      | 11 giugno 2008        | Paolo Morales                     | Paolo Morales                     | Fabio Grimaldi |
| 298 | L'uomo senza memoria          | 12 agosto 2008        | Paolo Morales                     | Paolo Morales                     | Giancarlo Alessandrini |
| 299 | Il segreto di Giovanna d'Arco | 11 ottobre 2008       | Carlo Recagno                     | Carlo Recagno                     | Nando e Denisio Esposito (Esposito Bros.) |
| 300 | I Sette Signori dell'Iride    | 10 dicembre 2008      | Carlo Recagno                     | Carlo Recagno                     | Giancarlo Alessandrini, Bruno Brindisi, Daniele Caluri, Nando e Denisio Esposito (Esposito Bros.), Lucio Filippucci, Giovanni Freghieri, Corrado Roi e Rodolfo Torti |

## 2009
| Nr. | Titolo               | Data di pubblicazione | Soggetto         | Sceneggiatura    | Disegni                                  |
| --- | -------------------- | --------------------- | ---------------- | ---------------- | ---------------------------------------- |
| 301 | Gli dei del tramonto | 10 febbraio 2009      | Luigi Mignacco   | Luigi Mignacco   | Giovanni Romanini                        |
| 302 | Meteore              | 10 aprile 2009        | Pasquale Ruju    | Pasquale Ruju    | Sergio Tuis                              |
| 303 | Bowie Knife          | 11 giugno 2009        | Alfredo Castelli | Alfredo Castelli | Paolo Ongaro                             |
| 304 | La città proibita    | 12 agosto 2009        | Paolo Morales    | Paolo Morales    | Paolo Morales e Davide De Cubellis       |
| 305 | L'ultimo convoglio   | 13 ottobre 2009       | Paolo Morales    | Paolo Morales    | Fabio Grimaldi                           |
| 306 | Magico Natale        | 10 dicembre 2009      | Luigi Mignacco   | Luigi Mignacco   | Enrico Bagnoli (Henry) e Maurizio Gradin |

## 2010
| Nr. | Titolo                              | Data di pubblicazione | Soggetto         | Sceneggiatura    | Disegni                                   |
| --- | ----------------------------------- | --------------------- | ---------------- | ---------------- | ----------------------------------------- |
| 307 | Polvere d'oro                       | 10 febbraio 2010      | Paolo Morales    | Paolo Morales    | Giancarlo Alessandrini                    |
| 308 | Il tesoro di Didone                 | 10 aprile 2010        | Paolo Morales    | Paolo Morales    | Roberto Cardinale e Alfredo Orlandi       |
| 309 | Il prigioniero della laguna         | 11 giugno 2010        | Carlo Recagno    | Carlo Recagno    | Luigi Coppola                             |
| 310 | Il carcere degli esseri impossibili | 12 agosto 2010        | Stefano Vietti   | Stefano Vietti   | Franco Devescovi                          |
| 311 | L'orizzonte degli eventi            | 12 ottobre 2010       | Paolo Morales    | Paolo Morales    | Giancarlo Alessandrini                    |
| 312 | Il ritorno della bestia             | 10 dicembre 2010      | Alfredo Castelli | Alfredo Castelli | Nando e Denisio Esposito (Esposito Bros.) |

## 2011
| Nr. | Titolo                      | Data di pubblicazione | Soggetto         | Sceneggiatura    | Disegni                                   |
| --- | --------------------------- | --------------------- | ---------------- | ---------------- | ----------------------------------------- |
| 313 | L'uomo che visse nel futuro | 10 febbraio 2011      | Paolo Morales    | Paolo Morales    | Giovanni Romanini                         |
| 314 | La marea grigia             | 9 aprile 2011         | Luigi Mignacco   | Luigi Mignacco   | Paolo Ongaro                              |
| 315 | Con la coda dell'occhio     | 11 giugno 2011        | Carlo Recagno    | Carlo Recagno    | Nando e Denisio Esposito (Esposito Bros.) |
| 316 | Il verdetto di Cassiopea    | 12 agosto 2011        | Paolo Morales    | Paolo Morales    | Paolo Morales e Davide De Cubellis        |
| 317 | Longitudine zero            | 12 ottobre 2011       | Alfredo Castelli | Alfredo Castelli | Giulio Camagni                            |
| 318 | La terza stirpe             | 10 dicembre 2011      | Paolo Morales    | Paolo Morales    | Fabio Grimaldi                            |

## 2012
| Nr. | Titolo                 | Data di pubblicazione | Soggetto         | Sceneggiatura    | Disegni                                                |
| --- | ---------------------- | --------------------- | ---------------- | ---------------- | ------------------------------------------------------ |
| 319 | I pensieri degli altri | 10 febbraio 2012      | Luigi Mignacco   | Luigi Mignacco   | Enrico Bagnoli (Henry) e Maurizio Gradin               |
| 320 | Anni 30                | 11 aprile 2012        | Alfredo Castelli | Alfredo Castelli | Giancarlo Alessandrini                                 |
| 321 | Progetto Cyborg        | 13 giugno 2012        | Paolo Morales    | Paolo Morales    | Paolo Morales e Davide De Cubellis                     |
| 322 | Congiura nei cieli     | 10 agosto 2012        | Carlo Recagno    | Carlo Recagno    | Nando e Denisio Esposito (Esposito Bros.)              |
| 323 | I Trentasei Giusti     | 11 ottobre 2012       | Carlo Recagno    | Carlo Recagno    | Rodolfo Torti                                          |
| 324 | La fine del mondo      | 12 dicembre 2012      | Luigi Mignacco   | Luigi Mignacco   | Sergio Tuis con la collaborazione di Giovanni Romanini |

## 2013
| Nr. | Titolo                         | Data di pubblicazione | Soggetto         | Sceneggiatura    | Disegni                                   |
| --- | ------------------------------ | --------------------- | ---------------- | ---------------- | ----------------------------------------- |
| 325 | Voci dal passato               | 9 febbraio 2013       | Alfredo Castelli | Alfredo Castelli | Giulio Camagni                            |
| 326 | Il paradosso di Fermi          | 10 aprile 2013        | Luigi Mignacco   | Luigi Mignacco   | Paolo Ongaro                              |
| 327 | Gli abitatori del sottosuolo   | 12 giugno 2013        | Paolo Morales    | Paolo Morales    | Roberto Cardinale e Alfredo Orlandi       |
| 328 | Protocollo Leviathan           | 10 agosto 2013        | Sergio Badino    | Sergio Badino    | Giancarlo Alessandrini                    |
| 329 | La minaccia di Allagalla       | 10 ottobre 2013       | Luigi Mignacco   | Luigi Mignacco   | Enrico Bagnoli (Henry) e Maurizio Gradin  |
| 330 | Il matrimonio di Sergej Orloff | 11 dicembre 2013      | Carlo Recagno    | Carlo Recagno    | Nando e Denisio Esposito (Esposito Bros.) |

## 2014
| Nr. | Titolo                          | Data di pubblicazione | Soggetto                          | Sceneggiatura                     | Disegni                        |
| --- | ------------------------------- | --------------------- | --------------------------------- | --------------------------------- | ------------------------------ |
| 331 | Ritorno a Longitudine Zero      | 11 febbraio 2014      | Andrea Cavaletto                  | Andrea Cavaletto                  | Giulio Camagni                 |
| 332 | Il risveglio di Tiamat          | 10 aprile 2014        | Paolo Morales                     | Paolo Morales                     | Paolo Morales e Fabio Grimaldi |
| 333 | Il naufragio del Telemaco       | 12 giugno 2014        | Alfredo Castelli                  | Alfredo Castelli                  | Giovanni Romanini              |
| 334 | I predatori della foresta sacra | 12 agosto 2014        | Paolo Morales                     | Paolo Morales                     | Giancarlo Alessandrini         |
| 335 | L'ombra di Za-Te-Nay            | 10 ottobre 2014       | Alfredo Castelli e Mirko Perniola | Alfredo Castelli e Mirko Perniola | Franco Devescovi               |
| 336 | Tantra oscuro                   | 10 dicembre 2014      | Paolo Morales                     | Paolo Morales                     | Alfredo Orlandi                |

## 2015
| Nr. | Titolo                      | Data di pubblicazione | Soggetto                        | Sceneggiatura                   | Disegni                              |
| --- | --------------------------- | --------------------- | ------------------------------- | ------------------------------- | ------------------------------------ |
| 337 | Il giocatore di scacchi     | 11 febbraio 2015      | Alfredo Castelli e Enrico Lotti | Alfredo Castelli e Enrico Lotti | Rodolfo Torti                        |
| 338 | Le astronavi di Carlo Magno | 10 aprile 2015        | Alfredo Castelli e Enrico Lotti | Alfredo Castelli e Enrico Lotti | Giulio Camagni                       |
| 339 | L'inventore di miti         | 11 giugno 2015        | Marco Belli                     | Marco Belli                     | Luigi Coppola                        |
| 340 | L'albero filosofico         | 12 agosto 2015        | Vincenzo Beretta                | Vincenzo Beretta                | Giancarlo Alessandrini               |
| 341 | Le mille gru di Hiroshima   | 10 ottobre 2015       | Andrea Cavaletto                | Andrea Cavaletto                | Roberto Cardinale e Fabio Piacentini |
| 342 | La caccia selvaggia         | 10 dicembre 2015      | Paolo Morales                   | Paolo Morales                   | Fabio Grimaldi                       |

## 2016
| Nr. | Titolo                  | Data di pubblicazione | Soggetto                        | Sceneggiatura                   | Disegni                |
| --- | ----------------------- | --------------------- | ------------------------------- | ------------------------------- | ---------------------- |
| 343 | Quetzalcoatl            | 11 febbraio 2016      | Sergio Badino                   | Sergio Badino                   | Giovanni Romanini      |
| 344 | Il barone di Munchausen | 9 aprile 2016         | Alfredo Castelli e Enrico Lotti | Alfredo Castelli e Enrico Lotti | Esposito Bros.         |
| 345 | Il Nilo giallo          | 10 giugno 2016        | Sergio Badino                   | Sergio Badino                   | Giancarlo Alessandrini |
| 346 | Xibalba                 | 11 agosto 2016        | Andrea Voglino                  | Andrea Voglino                  | Rodolfo Torti          |
| 347 | L'oro di Re Mida        | 12 ottobre 2016       | Alfredo Castelli e Enrico Lotti | Alfredo Castelli e Enrico Lotti | Antonio Sforza         |
| 348 | Il grande gioco         | 10 dicembre 2016      | Alfredo Castelli e Enrico Lotti | Alfredo Castelli e Enrico Lotti | Esposito Bros.         |

## 2017
| Nr. | Titolo                      | Data di pubblicazione | Soggetto                        | Sceneggiatura                   | Disegni                                 |
| --- | --------------------------- | --------------------- | ------------------------------- | ------------------------------- | --------------------------------------- |
| 349 | Green Man, l'Uomo Verde     | 10 febbraio 2017      | Alfredo Castelli e Enrico Lotti | Alfredo Castelli e Enrico Lotti | Giovanni Romanini                       |
| 350 | Le dieci tribù              | 11 aprile 2017        | Alfredo Castelli e Enrico Lotti | Alfredo Castelli e Enrico Lotti | Fabio Grimaldi                          |
| 351 | Ore 3.12 am: l'adunata      | 9 giugno 2017         | Alfredo Castelli e Enrico Lotti | Alfredo Castelli e Enrico Lotti | Luigi Coppola                           |
| 352 | Le porte dell'immaginazione | 11 agosto 2017        | Vincenzo Beretta                | Vincenzo Beretta                | Giancarlo Alessandrini e Esposito Bros. |
| 353 | La catena del potere        | 11 ottobre 2017       | Alessandro Mainardi             | Alessandro Mainardi             | Franco Devescovi                        |
| 354 | Effetti speciali            | 12 dicembre 2017      | Alfredo Castelli e Enrico Lotti | Alfredo Castelli e Enrico Lotti | Esposito Bros.                          |

## 2018
| Nr. | Titolo                         | Data di pubblicazione | Soggetto                        | Sceneggiatura                   | Disegni                             |
| --- | ------------------------------ | --------------------- | ------------------------------- | ------------------------------- | ----------------------------------- |
| 355 | Le strane morti del signor Max | 10 febbraio 2018      | Enrico Lotti                    | Enrico Lotti                    | Alfredo Orlandi                     |
| 356 | Il dio che venne dal mare      | 11 aprile 2018        | Enrico Lotti                    | Enrico Lotti                    | Paolo Ongaro                        |
| 357 | Nomoli                         | 9 giugno 2018         | Paolo Morales                   | Paolo Morales                   | Esposito Bros. e Davide De Cubellis |
| 358 | Chimere                        | 11 agosto 2018        | Enrico Lotti e Alfredo Castelli | Enrico Lotti e Alfredo Castelli | Giovanni Romanini                   |
| 359 | Il custode delle cinque vette  | 10 ottobre 2018       | Alfredo Castelli                | Alfredo Castelli                | Paolo Ongaro                        |
| 360 | I ragazzi venuti da Hamelin    | 12 dicembre 2018      | Alfredo Castelli e Enrico Lotti | Alfredo Castelli e Enrico Lotti | Luigi Coppola                       |

## 2019
| Nr. | Titolo                    | Data di pubblicazione | Soggetto                                  | Sceneggiatura                             | Disegni                            |
| --- | ------------------------- | --------------------- | ----------------------------------------- | ----------------------------------------- | ---------------------------------- |
| 361 | L'ombra ritorna!          | 12 febbraio 2019      | Luigi Mignacco                            | Luigi Mignacco                            | Rodolfo Torti                      |
| 362 | Sewer Gator               | 10 aprile 2019        | Mirko Perniola                            | Mirko Perniola                            | Paolo Ongaro                       |
| 363 | Il mondiale che non c'era | 11 giugno 2019        | Andrea Artusi, Ivo Lombardo e Marco Zilio | Andrea Artusi, Ivo Lombardo e Marco Zilio | Fabio Grimaldi                     |
| 364 | Il Cervello Quantico      | 10 agosto 2019        | Giovanni Eccher                           | Giovanni Eccher                           | Giovanni Nisi                      |
| 365 | La grande epidemia        | 11 ottobre 2019       | Marco Belli                               | Marco Belli                               | Giovanni Romanini e Antonio Sforza |
| 366 | Demoni!                   | dicembre 2019         | Giuseppe Riccio                           | Giuseppe Riccio                           | Antonio Sforza                     |

## 2020
| Nr. | Titolo                       | Data di pubblicazione | Soggetto                     | Sceneggiatura                   | Disegni                                       |
| --- | ---------------------------- | --------------------- | ---------------------------- | ------------------------------- | --------------------------------------------- |
| 367 | La frequenza del caos        | 12 febbraio 2020      | Sergio Badino                | Sergio Badino                   | Fabio Piacentini                              |
| 368 | Come Kaspar Hauser           | 10 aprile 2020        | Mirko Perniola               | Mirko Perniola                  | Giovanni Nisi                                 |
| 369 | Il cannone dello Zar         | 11 giugno 2020        | Giuseppe Riccio              | Giuseppe Riccio                 | Vito Rallo, Fabio Grimaldi, Roberto Cardinale |
| 370 | Il caso della Matilda Briggs | 12 agosto 2020        | Andrea Artusi e Ivo Lombardi | Andrea Artusi e Ivo Lombardi    | Andrea Artusi                                 |
| 371 | Gog e Magog                  | 9 ottobre 2020        | Luigi Mignacco               | Luigi Mignacco                  | Paolo Ongaro                                  |
| 372 | Jenny Haniver                | 10 dicembre 2020      | Alfredo Castelli             | Enrico Lotti e Alfredo Castelli | Giovanni Nisi e Fabio Grimaldi                |

## 2021
| Nr. | Titolo                           | Data di pubblicazione | Soggetto                          | Sceneggiatura                     | Disegni                                                 |
| --- | -------------------------------- | --------------------- | --------------------------------- | --------------------------------- | ------------------------------------------------------- |
| 373 | Incubi                           | 11 febbraio 2021      | Alfredo Castelli                  | Alfredo Castelli                  | Paolo Ongaro, Antonio Sforza                            |
| 374 | Il ritorno della dea             | 10 aprile 2021        | Alfredo Castelli, Carlo Recagno   | Alfredo Castelli, Carlo Recagno   | Giovanni Romanini, Antonio Sforza, Marcello Mangiantini |
| 375 | Ottant'anni fa                   | 12 maggio 2021        | Alfredo Castelli                  | Alfredo Castelli                  | Lucio Filippucci                                        |
| 376 | Come ai vecchi tempi             | 10 giugno 2021        | Carlo Recagno                     | Carlo Recagno                     | Fabio Grimaldi                                          |
| 377 | Il vampiro di Vienna             | 09 luglio 2021        | Davide Barzi                      | Davide Barzi                      | Walter Venturi                                          |
| 378 | Gli uomini in rosso              | 12 agosto 2021        | Davide Barzi                      | Davide Barzi                      | Walter Venturi                                          |
| 379 | A Nord di Nord-Ovest             | 10 settembre 2021     | Sergio Badino                     | Sergio Badino                     | Carlo Velardi                                           |
| 380 | La Ballata di Thomas il rimatore | 9 ottobre 2021        | Enrico Lotti                      | Enrico Lotti                      | Alfredo Orlandi                                         |
| 381 | Tutta la verità                  | 10 novembre 2021      | Alessandro Mainardi               | Alessandro Mainardi               | Alfredo Orlandi                                         |
| 382 | Gli spiriti del Natale           | 10 dicembre 2021      | Enrico Lotti, Alessandro Mainardi | Enrico Lotti, Alessandro Mainardi | Antonio Sforza                                          |

## 2022
| Nr. | Titolo                        | Data di pubblicazione | Soggetto                          | Sceneggiatura                     | Disegni                         |
| --- | ----------------------------- | --------------------- | --------------------------------- | --------------------------------- | ------------------------------- |
| 383 | Ritorno a Slumberland         | 11 gennaio 2022       | Giovanni Eccher                   | Giovanni Eccher                   | Fabio Piacentini                |
| 384 | Riscatto a quattro dimensioni | 10 febbraio 2022      | Giovanni Eccher                   | Giovanni Eccher                   | Fabio Piacentini                |
| 385 | L'Ombra di Michelangelo       | 10 marzo 2022         | Francesco Matteuzzi               | Francesco Matteuzzi               | Michela Da Sacco                |
| 386 | I suoi primi 40 anni          | 9 aprile 2022         | Alfredo Castelli                  | Alfredo Castelli                  | Giancarlo Alessandrini          |
| 387 | Lorem Ipsum                   | 12 maggio 2022        | Luca Barbieri                     | Luca Barbieri                     | Walter Venturi                  |
| 388 | Fantasmagoria                 | 10 giugno 2022        | Davide Barzi                      | Davide Barzi                      | Alfredo Orlandi                 |
| 389 | L'arma di Sansone             | 9 luglio 2022         | Francesco Matteuzzi               | Francesco Matteuzzi               | Marco Foderà                    |
| 390 | Cronache marziane             | 10 agosto 2022        | Carlo Recagno                     | Carlo Recagno                     | Fabio Grimaldi                  |
| 391 | Panarmonicon                  | 10 settembre 2022     | Giovanni Eccher                   | Giovanni Eccher                   | Gino Vercelli                   |
| 392 | La casa meccanica             | 11 ottobre 2022       | Giovanni Eccher                   | Giovanni Eccher                   | Gino Vercelli                   |
| 393 | Il talento di Stradivari      | 10 novembre 2022      | Mirko Perniola                    | Mirko Perniola                    | Massimo Cipriani                |
| 394 | Allarme rosso                 | 10 dicembre 2022      | Enrico Lotti, Alessandro Mainardi | Enrico Lotti, Alessandro Mainardi | Max Avogadro, Valentino Forlini |

## 2023
| Nr. | Titolo                              | Data di pubblicazione | Soggetto                          | Sceneggiatura                     | Disegni                                                                |
| --- | ----------------------------------- | --------------------- | --------------------------------- | --------------------------------- | ---------------------------------------------------------------------- |
| 395 | Attenti alla testa!                 | 11 gennaio 2023       | Enrico Lotti                      | Enrico Lotti                      | Antonio Sforza                                                         |
| 396 | L'altro volto della verità          | 10 febbraio 2023      | Alessandro Mainardi               | Alessandro Mainardi               | Antonio Sforza                                                         |
| 397 | Specchio, specchio delle mie brame! | 10 marzo 2023         | Davide Barzi                      | Davide Barzi                      | Italo Mattone                                                          |
| 398 | La regina cattiva                   | 11 aprile 2023        | Davide Barzi                      | Davide Barzi                      | Italo Mattone                                                          |
| 399 | Il segreto della Superba            | 11 maggio 2023        | Luca Barbieri                     | Luca Barbieri                     | Marco Foderà                                                           |
| 400 | I colori impossibili                | 10 giugno 2023        | Carlo Recagno                     | Carlo Recagno                     | Giancarlo Alessandrini, Fabio Grimaldi, Alfredo Orlandi, Rodolfo Torti |
| 401 | L'eredità di Mesmer                 | 9 luglio 2023         | Enrico Lotti, Alessandro Mainardi | Enrico Lotti, Alessandro Mainardi | Fabio Grimaldi                                                         |
| 402 | La sequenza dell'immortalità        | 10 agosto 2023        | Enrico Lotti, Alessandro Mainardi | Enrico Lotti, Alessandro Mainardi | Fabio Grimaldi                                                         |
| 403 | Di padre in figlio                  | 9 settembre 2023      | Dante Alex                        | Dante Alex                        | Giulio Giordano, Salvatore Cuffari                                     |
| 404 | L’uomo che voleva troppo            | 11 ottobre 2023       | Dante Alex                        | Dante Alex                        | Giulio Giordano, Salvatore Cuffari                                     |
| 405 | Prigionieri dell'Alterjinga         | 10 novembre 2023      | Dante Alex                        | Dante Alex                        | Giulio Giordano, Salvatore Cuffari                                     |
| 406 | La rivolta degli abeti di Natale    | 9 dicembre 2023       | Alessandro Mainardi, Enrico Lotti | Alessandro Mainardi, Enrico Lotti | Walter Venturi                                                         |

## 2024
| Nr. | Titolo                        | Data di pubblicazione | Soggetto                          | Sceneggiatura                     | Disegni                            |
| --- | ----------------------------- | --------------------- | --------------------------------- | --------------------------------- | ---------------------------------- |
| 407 | I misteri di villa Winchester | 10 gennaio 2024       | Giovanni Eccher                   | Giovanni Eccher                   | Max Avogadro, Valentino Forlini    |
| 408 | Dalle viscere dell'ipercubo   | 10 febbraio 2024      | Giovanni Eccher                   | Giovanni Eccher                   | Max Avogadro, Valentino Forlini    |
| 409 | Sulle tracce del Re Cigno     | 9 marzo 2024          | Sergio Badino                     | Sergio Badino                     | Antonio Sforza                     |
| 410 | L'uomo del mystero            | 10 aprile 2024        | Sergio Badino                     | Sergio Badino                     | Antonio Sforza                     |
| 411 | La terza grotta alchemica     | 10 maggio 2024        | Mirko Perniola                    | Mirko Perniola                    | Italo Mattone                      |
| 412 | Il codice dell'oscurità       | 11 giugno 2024        | Diego Cajelli                     | Diego Cajelli                     | Massimo Cipriani                   |
| 413 | Anime digitali                | 10 luglio 2024        | Diego Cajelli                     | Diego Cajelli                     | Massimo Cipriani                   |
| 414 | La camera d'ambra             | 10 agosto 2024        | Giovanni Eccher                   | Giovanni Eccher                   | Michela Da Sacco                   |
| 415 | Immagini viventi              | 11 settembre 2024     | Giovanni Eccher                   | Giovanni Eccher                   | Michela Da Sacco                   |
| 416 | Percezioni di realtà          | 10 ottobre 2024       | Francesco Matteuzzi               | Francesco Matteuzzi               | Ivan Vitolo                        |
| 417 | Crossover                     | 9 novembre 2024       | Adriano Barone                    | Adriano Barone                    | Salvatore Cuffari, Giulio Giordano |
| 418 | L'ultimatum di Natale         | 10 dicembre 2024      | Enrico Lotti, Alessandro Mainardi | Enrico Lotti, Alessandro Mainardi | Max Avogadro, Valentino Forlini    |

## 2025
| Nr. | Titolo                    | Data di pubblicazione | Soggetto                            | Sceneggiatura                       | Disegni         |
| --- | ------------------------- | --------------------- | ----------------------------------- | ----------------------------------- | --------------- |
| 419 | La stanza 217             | 11 gennaio 2025       | Gianmaria Contro                    | Gianmaria Contro                    | Alfredo Orlandi |
| 420 | Il ballo dei morti        | 12 febbraio 2025      | Gianmaria Contro                    | Gianmaria Contro                    | Alfredo Orlandi |
| 421 | Nemico del popolo         | 12 marzo 2025         | Francesco Matteuzzi                 | Francesco Matteuzzi                 | Gino Vercelli   |
| 422 | Vero o falso              | 10 aprile 2025        | Francesco Matteuzzi                 | Francesco Matteuzzi                 | Gino Vercelli   |
| 423 | La donna elettrica        | 10 maggio 2025        | Davide Barzi                        | Davide Barzi                        | Sauro Quaglia   |
| 424 | L'enigma di Napoleone     | 10 giugno 2025        | Sergio Badino                       | Sergio Badino                       | Renato Riccio   |
| 425 | Il regista e l'Imperatore | 11 luglio 2025        | Sergio Badino                       | Sergio Badino                       | Renato Riccio   |
| 426 | Gli uomini in grigio      | 12 agosto 2025        | Carlo Recagno                       | Carlo Recagno                       | Fabio Grimaldi  |
| 427 | Caccia al diamante        | 11 settembre 2025     | Alessandro Mainardi ed Enrico Lotti | Alessandro Mainardi ed Enrico Lotti | Marco Foderà    |
| 428 |                           |                       |                                     |                                     |                 |
| 429 |                           |                       |                                     |                                     |                 |
| 430 |                           |                       |                                     |                                     |                 |

1. ↑   Albi di Martin Mystère, su guidafumettoitaliano.com.
2. ↑  Crossover tra Martin Mystère e Nathan Never.